# شین هیمز
شین هیمز (انگلیسی: Shane Heams؛ زادهٔ september ۲۹, ۱۹۷۵ (۴۹ سال)) بازیکن بیسبال اهل ایالات متحده آمریکا بود.
وی در مسابقات کشوری و بین‌المللی در مجموع برندهٔ ۱ مدال طلا شده‌است.